# Multivisión
Multivisión é o mais recente multi canal criado em Cuba, que transmite a partir de Havana, 24 horas por dia. Utiliza as antenas dos "telecentros" localizadas em todas as províncias do país, incluindo o município especial de Isla de la Juventud, nos horários em que este não transmite os seus programas locais.
A programação é inteiramente de origem estrangeira, obedecendo o acordo com empresas como a CCTV, Discovery Channel, Disney Channel, DW-TV, Telesur, entre outros.

## Programação
A emissora, apesar de recente, vem ganhando boa aceitação por parte do público e, em alguns casos, vem superando as audiências das grandes redes do país como a Cubavisión e a Tele Rebelde. A Multivisión exibe todos os tipos de documentários, incluindo séries como Dog Town da National Geographic; desenhos animados do Nickelodeon e Disney Channel. Há também novelas, programas musicais e seriados como Ghost Whisperer, Scrubs, The Class e The Big Bang Theory.